# Sibola Hotangsas
Sibola Hotangsas is een bestuurslaag in het regentschap Toba Samosir van de provincie Noord-Sumatra, Indonesië. Sibola Hotangsas telt 1771 inwoners (volkstelling 2010).